# 首つり台から
「首つり台から」（くびつりだいから）は、日本のロックバンド、THE BLUE HEARTSの通算10枚目のシングル。
4thアルバム『BUST WASTE HIP』からのリカット。

## 解説
カップリングの「シンデレラ（灰の中から）」は、東山紀之の主演映画『本気!』（1991年）の主題歌に起用される。

## 収録曲
1. 首つり台から
（作詞・作曲: 甲本ヒロト）　　　　　　　　　ミュージックビデオは2種類存在する。
2. シンデレラ（灰の中から）
（作詞・作曲: 河口純之助）
4thアルバムには未収録だがレコーディングは同時期に行われ、アルバムに収録されている「ナビゲーター」と同じく、松が谷ユニオンブラスオルケスター（現ユニオンブラス）が参加している。
冒頭のスローテンポな部分だけ河口がヴォーカル、残りは甲本が歌う。